# متلازمة الرباط المقوس الناصف
متلازمة الرباط المقوس الناصف، هي حالة نادرة يحدث فيها ألم بطني نتيجة انضغاط الشريان والعقد البطنية بالرباط المقوس الناصف. قد يرتبط الألم البطني بتناول الطعام، وقد تسبب المتلازمة خسارة للوزن ولغط يستطيع الطبيب سماعه بالإصغاء. تعرف الحالة بأسماء عديدة كمتلازمة انضغاط الشريان البطني أو متلازمة المحور البطني أو متلازمة انضغاط الجذع البطني أو متلازمة دنبار.
تشخص متلازمة الرباط المقوس الناصف بعد استبعاد أسباب الألم البطني الأخرى؛ فقد يملك العديد من المرضى الأصحاء درجة معينة من انضغاط الشريان البطني دون معاناتهم من أي أعراض. وبالتالي، لا تشخص المتلازمة عادةً إلا بعد استبعاد أشيع حالات الألم البطني. يلجأ الأطباء بمجرد الشك بالمتلازمة إلى الفحص بالموجات فوق الصوتية، ويؤكد التشخيص بعد ذلك عبر التصوير المقطعي المحوسب أو تصوير الأوعية بالرنين المغناطيسي.
يكون العلاج عادةً عبر الجراحة المفتوحة أو التنظيرية. وبشكل عام، تتضمن العملية فصل الرباط المقوس الناصف مع إزالة العقد البطنية. يفيد التدخل الجراحي غالبية المرضى. يكون احتمال الاستجابة للعلاج ضعيف لدى كبار السن وأولئك الذين يعانون من اضطرابات نفسية أو الذين يستخدمون الكحول أو الذين يعانون من آلام بطنية لا علاقة لها بالوجبات الطعامية أو الذين لم يعانوا من فقدان الوزن.

## العلامات والأعراض
يشكو مرضى متلازمة الرباط المقوس الناصف من آلام بطنية خاصةً في المنطقة الشرسوفية. قد تتحرض تلك الآلام بتناول الطعام ما قد يؤدي إلى فقدان للشهية والوزن. قد يتوضع الألم في الجانب الأيسر أو الأيمن، ولكنه يقع عادةً في مكان التقاء الضلوع. تتضمن العلامات الأخرى للمتلازمة الغثيان المستمر والخمول (خاصةً بعد تناول وجبة دسمة) وعدم تحمل التمارين الرياضية. يعتبر الإسهال من الأعراض الشائعة للمتلازمة، ولكن قد يعاني بعض الأشخاص من الإمساك. لا يعاني جميع مرضى المتلازمة من الإقياءات، ولكنها تحدث لدى البعض. قد تؤدي ممارسة التمارين الرياضية وبعض الوضعيات إلى تفاقم الأعراض. يكشف الفحص السريري في بعض الأحيان عن وجود لغط في منتصف المنطقة الشرسوفية.
تحدث المضاعفات المرتبطة بمتلازمة الرباط المقوس الناصف نتيجة الانضغاط المزمن للشريان البطني، وهذا يشمل شلل المعدة وتشكل أمهات دم في الشرايين البنكرياسية- الإثني عشرية العلوية والسفلية.

## علم التشريح والآلية المرضية
يتشكل الرباط المقوس الناصف عند قاعدة الحجاب الحاجز حيث يلتقي الجزءان العلويان الأيمن والأيسر بالقرب من الفقرة الصدرية الثانية عشرة. يشكل هذا القوس الليفي الجانب الأمامي من الفرجة الأبهرية التي يمر من خلالها الشريان الأبهري والقناة الصدرية والوريد الفرد. يلتقي عادةً الرباط المقوس الناصف بالشريان الأبهري فوق نقطة تفرع الشريان البطني. ومع ذلك، يمر الرباط المقوس الناصف أمام الشريان البطني لدى نحو ربع الأشخاص الطبيعيين، وهذا قد يؤدي إلى انضغاط الشريان البطني والبنى المجاورة -كالعقد البطنية مثلًا. يكون الانضغاط مرضي لدى بعض هؤلاء الأفراد ما يؤدي إلى متلازمة الرباط المقوس الناصف.
تحاول العديد من النظريات شرح أصل الألم الناجم عن انضغاط الشريان البطني. تقترح أحد النظريات أن انضغاط الشريان البطني يسبب نقص تروية أو انخفاض في تدفق الدم إلى أعضاء البطن، وهذا بدوره يسبب الألم المرافق للمتلازمة. تقترح فرضية أخرى أن الانضغاط يشمل الشريان البطني والعقد البطنية، وأن الألم ناتج عن انضغاط الأخيرة.

## التدبير والعلاج
يهدف النهج العلاجي العام لمتلازمة الرباط المقوس الناصف إلى تخفيف انضغاط الشريان البطني. يلجأ الأطباء للجراحة المفتوحة أو التنظيرية، وخلالها يقومون بفصل أو تبعيد جزئي الرباط المقوس الناصف لتخفيف انضغاط الشريان البطني. قد يستأصل الجراحون في الإجراء السابق العقد البطنية، وقد يقومون بتقييم تدفق الدم عبر الشريان البطني -عن طريق استخدام الإيكو دوبلر أثناء العملية مثلًا. يلجأ الجراحون عادةً إلى تقنيات إعادة التوعية إذا كان تدفق الدم عبر الشريان البطني ضعيف. تتضمن تلك الطرق إنشاء المجازات الأبهرية- البطنية والرأب الوعائي الترقيعي وغيرها من التقنيات.
استخدمت الجراحة التنظيرية في الآونة الأخيرة لعلاج المتلازمة وتخفيف انضغاط الشريان البطني. ومع ذلك، قد تتحول الجراحة إلى مفتوحة في حال احتاج الشريان البطني إلى إعادة التوعية.
قد يلجأ الأطباء إلى الإجراءات داخل الوعائية -كالرأب الوعائي عبر اللمعة- في حال فشل الجراحة المفتوحة و/أو التنظيرية. قد لا يفيد الرأب الوعائي عبر اللمعة وحده دون تخفيف انضغاط الشريان البطني.

## سير المرض والإنذار
درس عدد قليل من الأبحاث النتائج طويلة الأمد لدى المرضى المعالجين. تأتي المعلومات الأحدث والأهم -وفقًا لدونكان- من دراسة أجريت على 51 مريض خضع للتدخل الجراحي المفتوح. لم يتابع في الدراسة السابقة سوى 44 فرد على المدى الطويل -بمتوسط تسع سنوات بعد العلاج. لم يعاني نحو 75٪ من المرضى الذين خضعوا لفك انضغاط الشريان البطني وإعادة التوعية من أي أعراض عند متابعتهم على المدى الطويل. اعتمادًا على نفس الدراسة السابقة، يكون الإنذار أفضل في الحالات التالية:
- العمر بين 40 و60 سنة.
- عدم وجود اضطراب نفسي أو إدمان على الكحول.
- ازدياد الألم البطني بعد تناول الطعام.
- فقدان وزن لأكثر من 20 رطل (9.1 كغ).

## علم الأوبئة
يمر الرباط المقوس الناصف أمام الشريان البطني مسببًا درجة من الانضغاط لدى نحو 10- 24 ٪ من الأفراد الطبيعيين الذين لا يعانون من أي أعراض. تتطور الأعراض المرتبطة بالمتلازمة لدى نحو 1 ٪ من هؤلاء الأفراد نتيجة الانضغاط الشديد للشريان البطني. يشيع تأثير المتلازمة على الأفراد الذين تتراوح أعمارهم بين 20 و40 عام، وهي أشيع عند النساء مقارنةً بالرجال، وبشكل خاص النساء النحيلات.

## نبذة تاريخية
لاحظ بنيامين ليبشوتز انضغاط الشريان البطني لأول مرة في عام 1917، بينما وصف بيكا تاباني هارجولا متلازمة الرباط المقوس الناصف لأول مرة في عام 1963، ثم قام جي ديفيد دنبار وصموئيل مارابل بإعادة وصف المتلازمة في عام 1965. تسمى المتلازمة أيضًا بمتلازمة هارجولا- مارابل ومتلازمة مارابل.